# Groupement I/9 de Gendarmerie mobile
Le groupement  I/9 (GGM I/9) est un groupement de gendarmerie mobile de la Région Zonale de Gendarmerie de Lille, en France. Son état-major est implanté à Arras (Pas-de-Calais).
Il comprend 9 escadrons de marche implantés en Hauts-de-France.
À la suite de la dissolution du groupement  II/9 en septembre 2012, ses 4 escadrons sont placés sous le commandement du GGM I/9.

## Implantation des unités
- Nord (59)
  - EGM 11/9 à Villeneuve-d'Ascq
  - EGM 12/9 créé en novembre 2023[2]
  - EGM 14/9 à Valenciennes
- Pas-de-Calais (62)
  - EGM 13/9 à Calais
- Somme (80)
  - EGM 15/9 à Amiens
- Aisne (02)
  - EGM 16/9 à Saint-Quentin (était l'EGM 21/9 avant la dissolution du groupement II/9 en septembre 2012)
  - EGM 17/9 Hirson (était l'EGM 22/9 avant la dissolution du groupement II/9 en septembre 2012)
  - EGM 18/9 Chauny (était l'EGM 23/9 avant la dissolution du groupement II/9 en septembre 2012)
- Oise (60)
  -  EGM 19/9 Noyon (était l'EGM 24/9 avant la dissolution du groupement II/9 en septembre 2012)

## Appellations
- Groupement I/9 de Gendarmerie mobile (depuis 1er janvier 1991)